# Uafgjort
Uafgjort betegner inden for spil og sport, et resultat hvor det, eksempelvis ved pointlighed, ikke er muligt at udpege en vinder. I nogle sportsgrene er der særlige metoder til at undgå uafgjort stilling i den enkelte kamp eller turnering.

## Uafgjort i forskellige spil og sportsgrene
- Fodbold:

Hvis begge hold har scoret lige mange mål, men der af hensyn til turneringen skal findes en vinder, benyttes som regel forlænget spilletid (evt. golden goal-varianten), og hvis stillingen derefter er lige, skrides til straffesparkskonkurrence. I visse turneringer benyttes reglen om udebanemål.
- Kryds og bolle:

Et spil kryds og bolle ender uafgjort, hvis ingen af spillerne får tre på stribe. Ved optimalt spil ender kryds og bolle altid uafgjort.
- Skak:

Et spil skak ender uafgjort (remis eller pat), hvis spillerne bliver enige derom eller hvis det på den ene eller anden måde er udelukket at nogen af spillerne kan vinde.
- Tennis:
- I tennis spilles til den ene side dels har vundet et bestemt antal sæt, dels har vundet to sæt mere end modstanderen. I nogle turnering benyttes tie-break for at få en hurtigere afgørelse.
- Wrestling:

En wrestlingkamp kan ende uafgjort, hvis begge wrestlere bliver diskvalificeret samtidig eller hvis tiden løber ud (time-limit draw), inden der er fundet en vinder.